# Університетська гірка

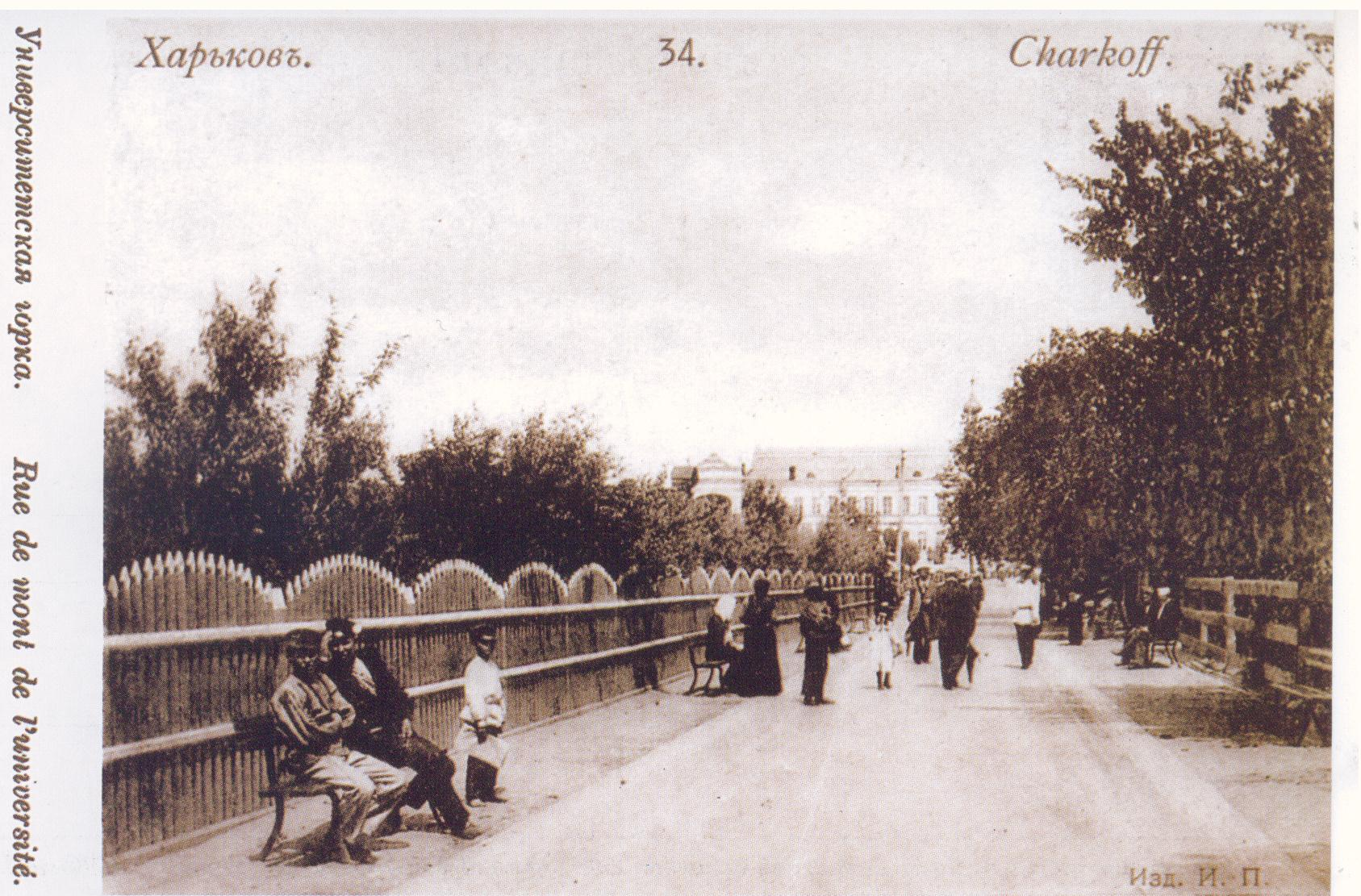
Університетська гірка на початку XX століття

Університетська гірка — найдавніший історичний район у центрі Харкова, на його території в XVII столітті була побудована Харківська фортеця. Свою назву район отримав на початку XIX століття після відкриття Харківського імператорського університету.
|  | Гравюра 1840-х років, що зображає вид на Університетську гірку з-за Лопані. По центру розташований Успенський собор, ліворуч Покровський монастир. Простір між монастирем та собором займає Гостинний ряд, над яким видніються куполи Миколаївської церкви. Праворуч від собору — будівлі Харківського імператорського університету та університетської церкви. Внизу розташовується Сергіївська площа, від неї до Університетській вулиці піднімається вгору Купецький узвіз, до Соборної площі ведуть сходи на гірку, праворуч видно початок Лопанського моста |